# Hugh McCracken
Hugh McCracken (31 de marzo de 1942-28 de marzo de 2013) fue un guitarrista, arreglista y productor estadounidense. Basado en Nueva York, era conocido principalmente como músico de sesión.
Fue muy solicitado en los años 1960, 1970 y 1980, y participó en muchas grabaciones de Steely Dan, así como discos de Donald Fagen, Jimmy Rushing, Billy Joel, Roland Kirk, Roberta Flack, B. B. King, John Lennon, Paul McCartney, Paul Simon, Art Garfunkel, Idris Muhammad, James Taylor, Phoebe Snow, Bob Dylan, Linda McCartney, Graham Parker, Yoko Ono, Eric Carmen, Loudon Wainwright III, Lou Donaldson, Aretha Franklin, Van Morrison, The Four Seasons, Daryl Hall & John Oates, Hank Crawford, Jerry Jemmott y Gary Wright.
A mediados de la década de 1960, McCracken tocaba en una banda de un club nocturno de  North Jersey llamado The Funatics bajo el nombre artístico de Mack Pierce. La banda se convirtió en Mario & The Funatics por un corto tiempo cuando se fusionó con el saxofonista Mario Madison. Fue miembro de la White Elephant Orchestra de Mike Mainieri (1969-1972).
En 1971, tras sustituirle a su compañero David Spinozza en la grabación del álbum Ram, de Paul McCartney, McCracken rechazó la invitación de McCartney de incorporarse en una nueva banda que estaba formando, Wings.
McCracken murió de leucemia el 28 de marzo de 2013.

## Discografía
- 1968: Eli and the Thirteenth Confession - Laura Nyro
- 1969: Completely Well - B.B. King
- 1969: Everything's Archie - The Archies
- 1970: A Time To Remember! - The Artie Kornfeld Tree
- 1970: Hoboken Saturday Night -  The Insect Trust
- 1970: Outlaw - Eugene McDaniels
- 1970: Headless Heroes of the Apocalypse - Eugene McDaniels
- 1971: Ram - Paul McCartney
- 1971: Flagrant Delit - Johnny Hallyday
- 1972: Album III - Loudon Wainwright III
- 1972: Stoneground Words - Melanie Safka
- 1973: Abandoned Luncheonette - Daryl Hall & John Oates
- 1973: Sassy Soul Strut - Lou Donaldson
- 1973: From the Depths of My Soul - Marlena Shaw
- 1973: BreezyStories - Danny O'Keefe
- 1973: Daybreaks - John Wonderling
- 1974: Walking Man - James Taylor
- 1975: Still Crazy After All These Years - Paul Simon
- 1975: Feel Like Makin' Love - Roberta Flack
- 1975: New York Connection - Tom Scott
- 1975: Don't You Worry 'Bout a Thing - Hank Crawford
- 1976: Just a Matter of Time - Marlena Shaw
- 1976: Yellow & Green - Ron Carter
- 1976: Second Childhood - Phoebe Snow
- 1977: Havana Candy - Patti Austin
- 1977: The Stranger - Billy Joel
- 1978: City Lights - Dr. John
- 1979: Tango Palace - Dr. John
- 1979: Headin' Home - Gary Wright
- 1980: Double Fantasy - John Lennon and Yoko Ono
- 1980: One-Trick Pony - Paul Simon
- 1980: Gaucho - Steely Dan
- 1981: Season of Glass - Yoko Ono
- 1981: 4 - Foreigner
- 1982: The Nightfly - Donald Fagen
- 1984: Milk and Honey - John Lennon and Yoko Ono
- 1997: Alta Suciedad - Andrés Calamaro
- 2003: Everything Must Go - Steely Dan